# Café Escocés

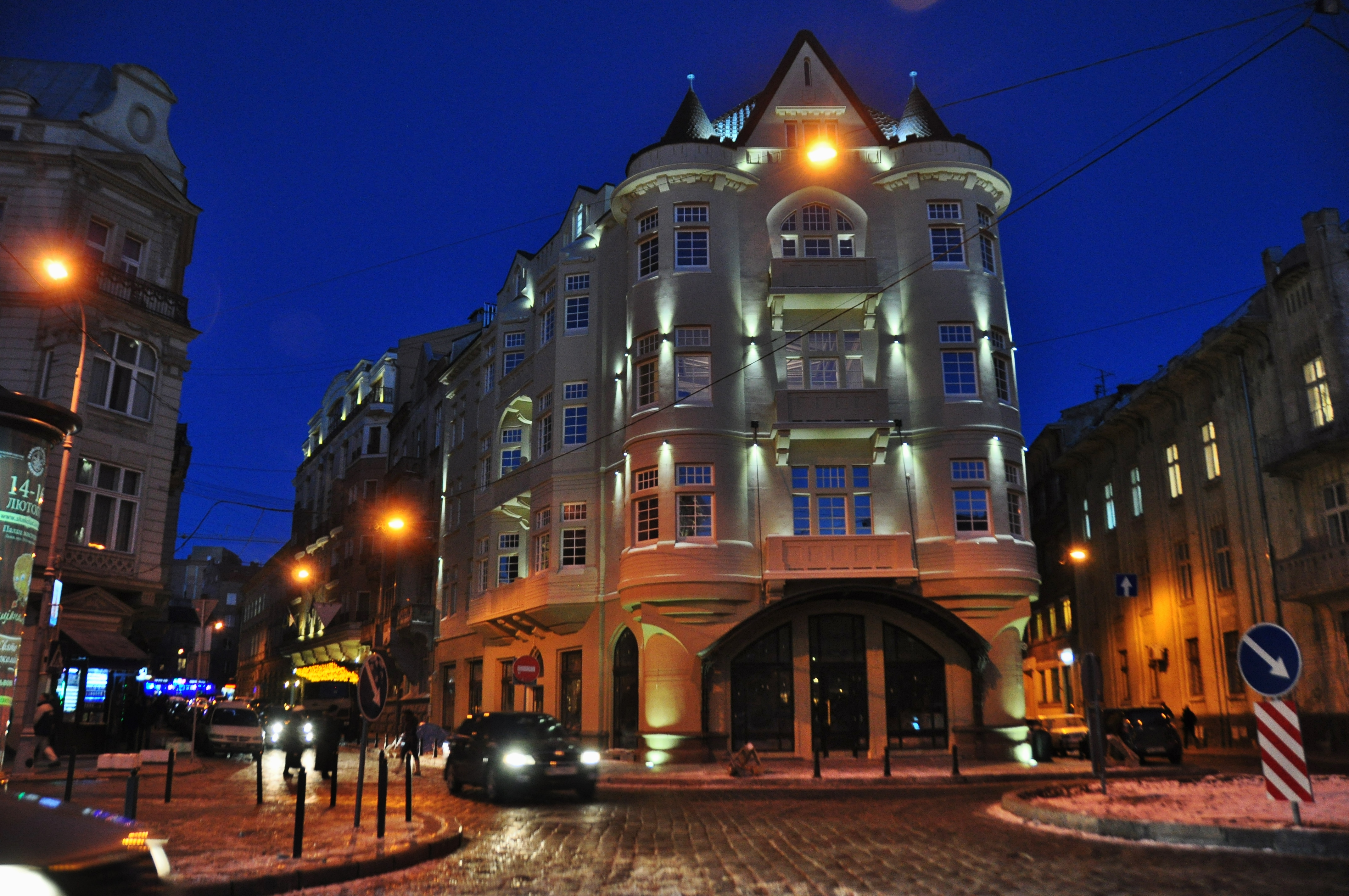
El edificio que albergaba el Café Escocés en su planta baja, Plaza Akademicki, Leópolis.

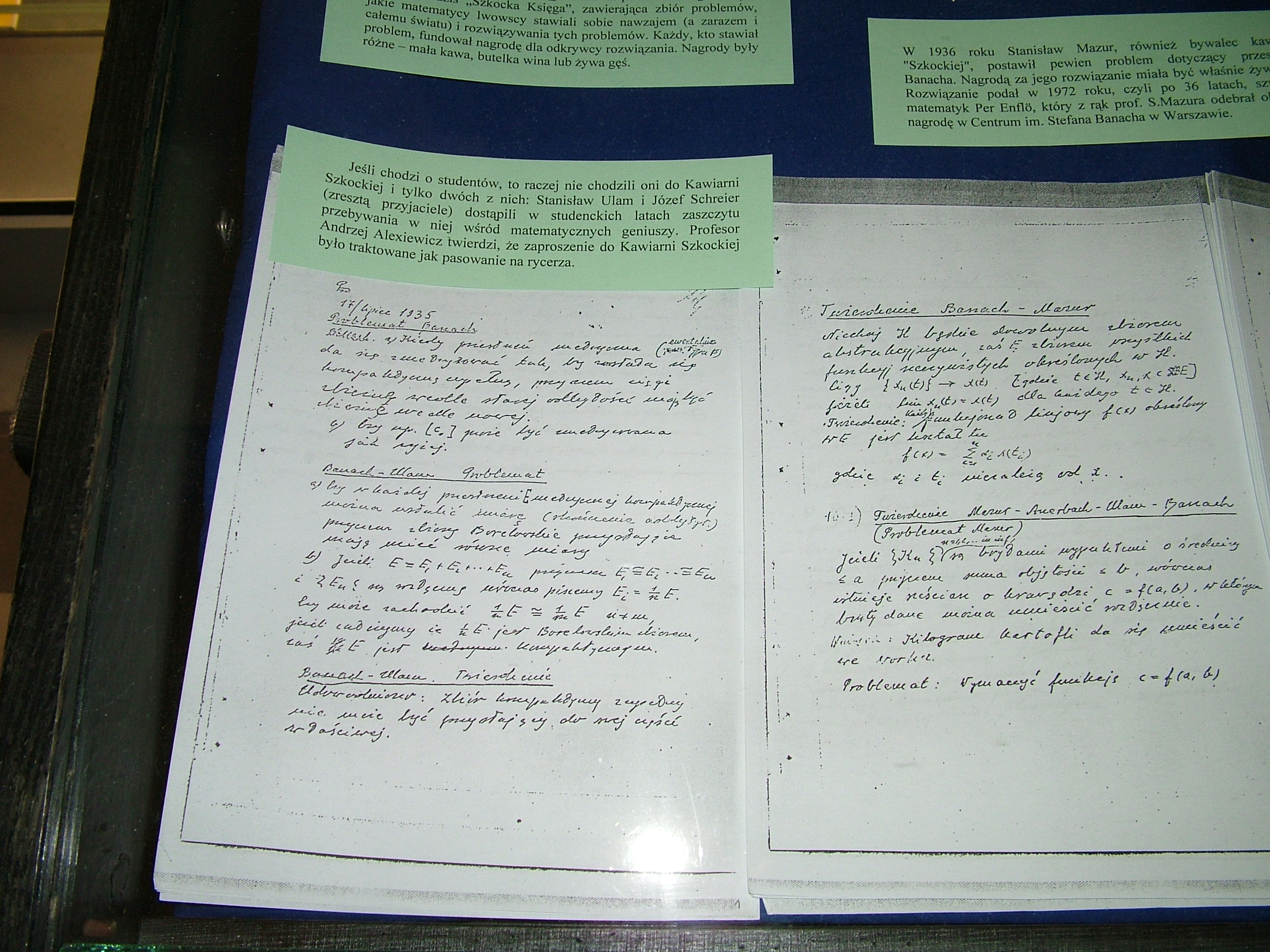
Parte del Libro Escocés con notas de Stefan Banach y Stanislaw Ulam.

El Café Escocés (en polaco: Kawiarnia Szkocka; en ucraniano: Шотла́ндська кав'я́рня, en ruso: Шотла́ндское кафе) fue un café de Leópolis donde, en las décadas de 1930 y 1940, matemáticos polacos de la Escuela de Matemáticas de Lwow se encontraban y pasaban las tardes discutiendo problemas matemáticos. 
Stanislaw Ulam cuenta que la parte superior de las mesas del café eran de mármol, de modo que podían escribir con un lápiz directamente sobre las mesas durante sus discusiones. Para evitar que los resultados se perdieran, la esposa de Stefan Banach les dio un gran cuaderno en el cual fueron escritos los problemas y las soluciones, y eventualmente se lo conoció como el Libro escocés.  El libro—una colección de problemas resueltos, no resueltos y también problemas indecidibles—podía ser tomado prestado por cualquier cliente del café. La resolución de algún problema matemático era usualmente recompensada con premios absurdos, tales como un ganso vivo.
El café está actualmente ubicado en el número 27 del Taras Shevchenko Prospekt. 